# Episodi di Giorno per giorno (serie televisiva 1975) (settima stagione)
La settima stagione della serie televisiva Giorno per giorno, composta da 25 episodi, è stata trasmessa negli Stati Uniti sul canale CBS dall'11 ottobre 1981 al 16 maggio 1982.
| n° | Titolo originale          | Titolo italiano | Prima TV USA     | Prima TV Italia |
| -- | ------------------------- | --------------- | ---------------- | --------------- |
| 1  | Alex Moves In             |                 | 11 ottobre 1981  |                 |
| 2  | Airport                   |                 | 18 ottobre 1981  |                 |
| 3  | Shake Hands               |                 | 25 ottobre 1981  |                 |
| 4  | Julie Shows Up (Part 1)   |                 | 8 novembre 1981  |                 |
| 5  | Julie Shows Up (Part 2)   |                 | 15 novembre 1981 |                 |
| 6  | Dinner at Seven (Part 1)  |                 | 29 novembre 1981 |                 |
| 7  | Dinner at Seven (Part 2)  |                 | 6 dicembre 1981  |                 |
| 8  | Plain Favorite            |                 | 20 dicembre 1981 |                 |
| 9  | Alex's First Love         |                 | 27 dicembre 1981 |                 |
| 10 | Not So Silent Partner     |                 | 3 gennaio 1982   |                 |
| 11 | Gift Horses               |                 | 17 gennaio 1982  |                 |
| 12 | Stick'em Up               |                 | 24 gennaio 1982  |                 |
| 13 | Ann's Failure             |                 | 31 gennaio 1982  |                 |
| 14 | Grandma's Nest Egg        |                 | 7 febbraio 1982  |                 |
| 15 | Barbara's Crisis          |                 | 21 febbraio 1982 |                 |
| 16 | Mrs. O'Leary's Kids       |                 | 7 marzo 1982     |                 |
| 17 | Diamonds Are Forever      |                 | 14 marzo 1982    |                 |
| 18 | The Defector              |                 | 21 marzo 1982    |                 |
| 19 | Meow, Meow                |                 | 28 marzo 1982    |                 |
| 20 | Hardball                  |                 | 4 aprile 1982    |                 |
| 21 | Vegas (Part 1)            |                 | 11 aprile 1982   |                 |
| 22 | Vegas (Part 2)            |                 | 18 aprile 1982   |                 |
| 23 | Orville and Emily         |                 | 2 maggio 1982    |                 |
| 24 | Hear Today, Gone Tomorrow |                 | 9 maggio 1982    |                 |
| 25 | It's in the Cards         |                 | 16 maggio 1982   |                 |